# Atletika na Letních olympijských hrách 1956 – 200 metrů ženy
 Běh na 200 metrů žen na Letních olympijských hrách 1956 se uskutečnil ve dnech 29. a 30. listopadu v Melbourne. 

## Výsledky finálového běhu
| *                | jméno                | země                     | čas  |
| ---------------- | -------------------- | ------------------------ | ---- |
| Zlatá medaile    | Betty Cuthbertová    | Austrálie                | 23,4 |
| Stříbrná medaile | Christa Stubnicková  | Tým sjednoceného Německa | 23,7 |
| Bronzová medaile | Marlene Mathewsová   | Austrálie                | 23,8 |
| 4                | Norma Crokerová      | Austrálie                | 24,0 |
| 5                | June Foulds          | Velká Británie           | 24,3 |
| 6                | Gisela Birkemeyerová | Tým sjednoceného Německa | 24,3 |